# Terres de Campbell
Les Terres de Campbell és el nom donat a un territori de Sud-àfrica que agafa el nom del missioner escocès John Campbell (Edinburgh 1766 - Kingsland, Londres, 4 d'abril de 1840).
La London Missionary Society (Societat Missionera de Londres) el va enviar a la colònia del Cap el juny de 1812 per inspeccionar les estacions de missió allà. Va sortir de la Ciutat del Cap el febrer de 1813, passant per Bethelsdorp i Grahamstown (llavors la seu militar) i més al nord cap a Graaff-Reinet i Klaarwater (més tard Griquatown), i després va viatjar cap al nord a Litakun, kraal del kgosi (cap o rei) Mothibi. El seu viatge de retorn va ser a través de Klaarwater, Pella i Kamiesberge, fin arribar a Ciutat del Cap a finals d'octubre; d'aquest viatge va escriure un relat titulat "Els viatges d'Àfrica del Sud, realitzats a petició de la Societat Missionera" i es va publicar al seu retorn a Londres el 1815. Va contribuir a fundar Campbell, a l'est de Griquatown, que va rebre el nom en el seu honor, i les terres de la zona, a la que s'estaven desplaçant els griques, van agafar el seu nom. A la seva tornada el 1819 el cap dels griqua Adam Kok II es va encarregar de dirigir la regió.